# Gade (vattendrag)
River Gade är ett vattendrag i Storbritannien.   Det ligger i grevskapet Hertfordshire och riksdelen England, i den södra delen av landet, 40 km nordväst om huvudstaden London.